# Hrabstwo Hainaut

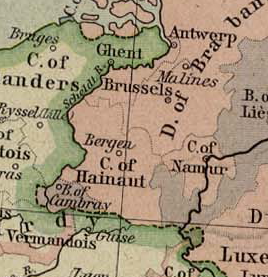
Mapa przedstawiająca hrabstwo Hainaut w 1477

Hrabstwo Hainaut (fr. Comté de Hainaut, nid. Graafschap Henegouwen) – historyczne terytorium, które stanowiło część Niderlandów, a także wchodziło w skład Świętego Cesarstwa Rzymskiego. Obecnie ziemie dawnego hrabstwa leżą w granicach dwóch państw, Belgii (Prowincja Hainaut) i Francji (część departamentu Nord).

## Historia do X wieku

Pierwszy herb hrabstwa Hainaut

W czasach starożytnych tereny późniejszego hrabstwa były zamieszkane przez plemiona Belgów. W I wieku p.n.e. ziemie te zostały podbite przez wojska Juliusza Cezara i włączone do rzymskich prowincji, Gallia Belgica i Germania Inferior.
Od X wieku hrabstwo Hainaut, początkowo znane jako pagus hainoeusis wchodziło, obok księstwa Brabancji, księstwa Luksemburga i hrabstwa Namur, w skład Lotaryngii.
Pierwszym znanym hrabią Hainaut był Reginar I, rządzący w latach 908–915. Po jego śmierci nastąpił podział ziem między dwóch synów, Giselberta, który został księciem Lotaryngii i Reginara II, który otrzymał tytuł hrabiego Hainaut.
W 964 hrabstwo uległo podziałowi na hrabstwo Bergen i Valenciennes (przyłączone do Bergen przez Hermana z Hainaut między 1045 a 1049).

## Historia od XI wieku

Herb hrabstwa Hainaut

W 1071 hrabstwo Hainaut zostało ostatecznie zjednoczone, a w jego skład weszły: hrabstwo Bergen, południowa część Landgrafostwa Brabancji oraz Margrabstwo Valenciennes.
W czasie swojego istnienia hrabstwo Hainaut kilkukrotnie zawierało unie personalne z innymi terytoriami.
Dwukrotnie hrabstwo Hainaut było związane z hrabstwem Flandrii. Pierwszy raz unia istniała za czasów Baldwina I (we Flandrii – Baldwina VI) w latach 1067–1071. Drugi raz w latach 1191–1246, gdy została zawarta w wyniku małżeństwa Baldwina V (VIII) z Małgorzatą I Flandryjską.

Herb z czasów unii hrabstwa Hainaut z Bawarią

W 1299 hrabstwo Hainaut znalazło się w stanie unii personalnej z hrabstwem Holandii, która przetrwała do 1436. Ponadto w latach 1356–1429 istniał związek z Bawarią, a hrabiowie wywodzili się z dynastii Wittelsbachów.
W 1432 hrabina Jakobina Bawarska została zmuszona do zrzeczenia się tytułu i oddania, po swojej śmierci, hrabstwa Hainaut pod panowanie władców Burgundii. Jakobina Bawarska zmarła w 1436, a książę Burgundii Filip III Dobry został hrabią Hainaut.
18 sierpnia 1477 hrabstwo Hainaut weszło w skład Zjednoczonych Prowincji Niderlandów, znajdujących się pod panowaniem Habsburgów austriackich. Było to rezultatem małżeństwa Marii Burgundzkiej z cesarzem Maksymilianem I Habsburgiem. Rządy dynastii burgundzkiej w hrabstwie zakończyły się wraz ze śmiercią Marii w 1482.
Ostatnim hrabią Hainaut był cesarz Franciszek II Habsburg, który rządził hrabstwem do 1795, kiedy to zostało ono anektowane przez Francję.
Na mocy postanowień kongresu wiedeńskiego z 1815 tereny dawnego hrabstwa zostały wcielone do Królestwa Zjednoczonych Niderlandów. Pozostały one jego częścią de facto do 1830, kiedy w większości weszły w skład Królestwa Belgii (niewielka część przypadła Francji), z których utworzono prowincję Hainaut, a de iure do momentu uznania oderwania się Belgii od Królestwo Niderlandów w 1839.